# Robin Geueke
Robin Geueke, né le 16 juillet 1992 à Lennestadt, est un lugeur allemand en activité.

## Palmarès
- Championnats du monde de luge
  -  Médaille de bronze en double avec David Gamm en 2017
- Championnats d'Europe de luge
  -  Médaille de bronze en double avec David Gamm en 2017